# Distretto di Taraklı

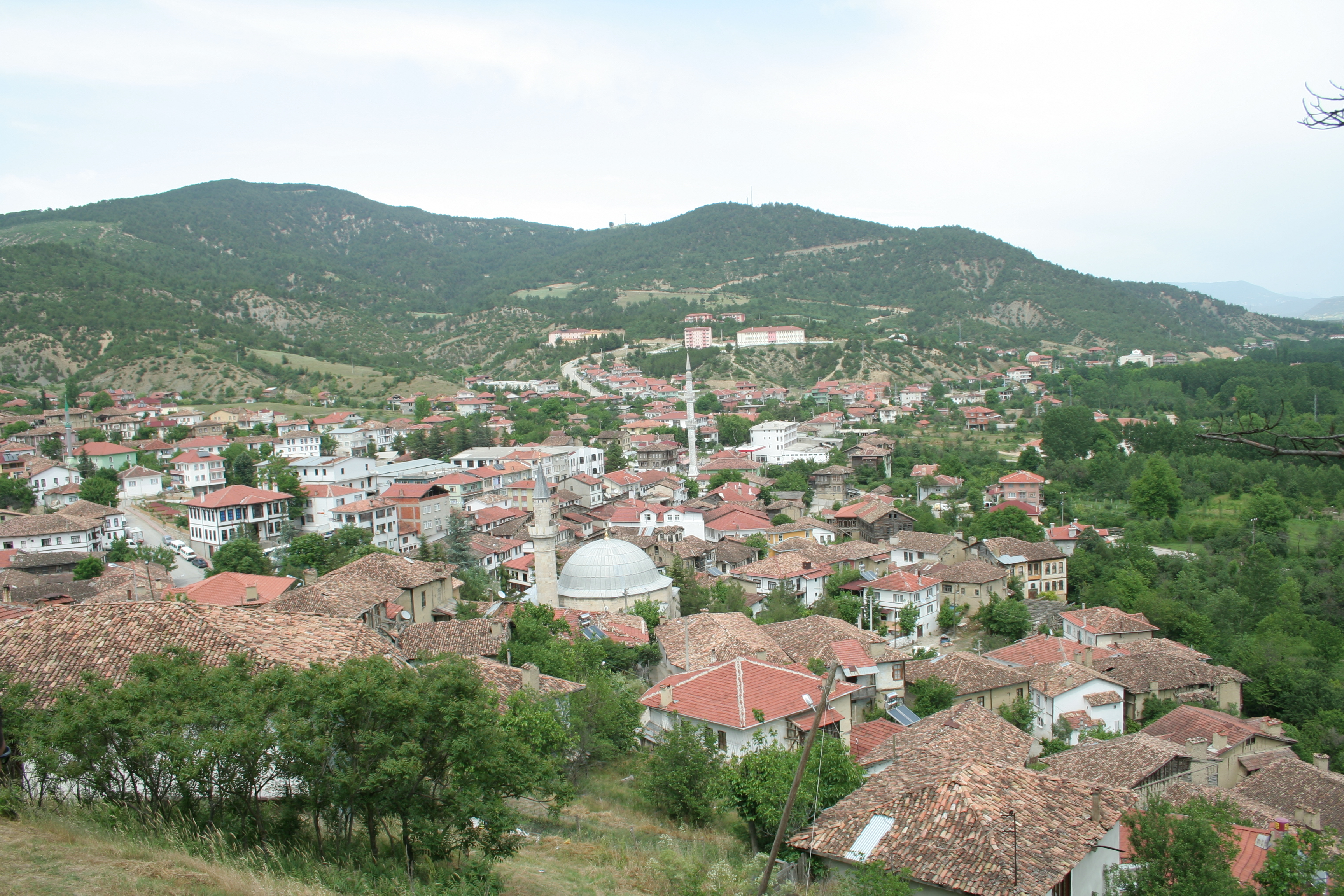
A panoramic view of Taraklı

Il distretto di Taraklı (in turco Taraklı ilçesi) è uno dei distretti della provincia di Sakarya, in Turchia.